# Vlag van Dorset
De vlag van Dorset (ook bekend als het Dorset Cross en Saint Wite's Cross) is de vlag van het Engelse graafschap Dorset. Het werd op 16 september 2008 gekozen als de vlag van Dorset na een stemming die openstond voor alle inwoners van Dorset en werd georganiseerd door de Dorset County Council. De gecentraliseerde autoriteiten van Bournemouth (historisch gezien onderdeel van Hampshire) en Poole sloegen een uitnodiging om deel te nemen af. De vlag is vervolgens geregistreerd bij het Flag Institute en toegevoegd aan hun UK Flags Register.

## Geschiedenis
In 2005 ontwierp de expat Stephen Coombs uit Dorset een vlag van Dorset met wit en rood uit de armen van de Dorset County Council, met een eenvoudig kruisontwerp op een gouden achtergrond. David White, inwoner van Dorchester, sloot zich in 2006 aan bij de discussie en creëerde de allereerste versie van de vlag, maar op dat moment vond er geen serieuze poging plaats om het profiel van de vlag te verhogen.
In 2007 verscheen een wapenschild van het wapen van de Dorset County Council voor commerciële verkoop, wat David White ertoe bracht de kwestie van een vlag voor Dorset in de pers aan de orde te stellen. De eerste reactie van de gemeente was om deze oproepen af te wijzen en zei dat het niet bevoegd was om een vlag te creëren, aangezien het administratieve gebied niet hetzelfde was als het graafschap zelf.
Begin 2008, na besprekingen met Jason Sabre, lid van het Flag Institute, begon een onafhankelijke campagne onder leiding van David White de vlag te promoten die Stephen Coombs en hij eerder hadden ontworpen. Een andere campagne onder leiding van stadsomroepers Chris Brown, Jacqui Hall en Melvyn Gudger promootte tegelijkertijd een ander ontwerp, maar besloot te fuseren met de campagne van White en door te gaan met het promoten van de Coombs / White-vlag.
Om vlaggen voor de campagne te produceren en bekendheid te geven, kregen lokale bedrijven de mogelijkheid om de productie van de eerste 100 vlaggen te sponsoren.
In april 2008 draaide John Peake, de voorzitter van de Dorset County Council, het eerdere besluit over een mogelijke vlag terug en vroeg het publiek in Dorset om andere ideeën voor een Dorset-vlag in te dienen via de lokale pers. Ontwerpen werden ingediend tot eind juni 2008.
Gedurende deze tijd haalde Chris Brown de stad Wimborne Minster over om de Coombs / White-vlag aan te nemen, ongeacht de uitkomst van de wedstrijd.
Hoewel de gecentraliseerde autoriteiten van Bournemouth en Poole weigerden deel te nemen aan het evenement, vond de door de raad gesponsorde stemming plaats van 12 augustus tot 12 september en kwamen alle inwoners van Dorset in aanmerking om te stemmen. Het Dorset Cross werd op 16 september 2008 als winnaar aangekondigd na 54% (2086 stemmen) van de stemmen.
Latere financiering van de campagne werd gegeven aan lokale goede doelen.
In november 2010 wapperde de vlag boven het hoofdkantoor van het Department for Communities and Local Government in Londen. Op initiatief van parlementslid Eric Pickles werd een week lang met elk van de provinciale vlaggen van het land gehesen om hun belang voor het erfgoed van het land te tonen.
De vlag was vrij prominent aanwezig in de tv-serie Broadchurch uit 2013 in Dorset, die gedeeltelijk werd gefilmd in West Bay.
De in Dorset gevestigde brouwerij Sunny Republic creëerde een ale met de naam 'Dorset Cross' naar de vlag.

## Ontwerp
De vlag van Dorset is gemaakt van drie kleuren - rood (pantone 186), wit en goud (pantone 116). Deze kleuren zijn te vinden in de armen (en supporters) van Dorset County Council.
Hoewel het goud in de vlag werd aangebracht door Stephen Coombs om de regel van tinctuur te volgen, werd later gesuggereerd dat dit belangrijker was dan aanvankelijk werd gedacht:
- De supporters van de armen van Dorset County Council zijn twee gouden draken, die Koninkrijk Wessex vertegenwoordigen, het oude Angelsaksische koninkrijk. Dorset lag in het hart van Wessex, waarvan wordt gezegd dat het een gouden draak als embleem gebruikte.
- Tijdens de opstand van de hertog van Monmouth in 1685 droeg de militie van Dorset rode jassen met gele facings. De drummers hadden dit omgekeerd met gele jassen en rode facings.[10]
- De drie kleuren komen ook voor in het wapen van de Sherborne Abbey[10]
- De landbouw van Dorset. In de lente verbouwt een groot deel van het landelijke Dorset koolzaad, waardoor het graafschap bedekt is met gele velden. Dorset verbouwt ook tarwe en gerst.
- De zandstranden van Dorset; met name Weymouth en Bournemouth.
- Golden Cap, het hoogste punt aan de Jurassic Coast.
- Gold Hill, de nationaal bekende straat in Shaftesbury.
- De militie en het regiment van Dorset gebruikten de kleuren goud, rood en groen.
- Goud, rood en wit worden ook gebruikt in de vlaggen van de Kanaaleilanden Jersey, Guernsey en Sark, traditioneel bereikbaar vanuit Engeland via de havens van Dorset.

De vlag is ook in verband gebracht met de naam van Saint Wite, een vrouwelijke heilige uit Dorset die begraven ligt in Whitchurch Canonicorum. Een Angelsaksische heilige vrouw, ze wordt verondersteld te zijn gemarteld door een invasie van de Deense Vikingen in de 9e eeuw. Het is ook wel bekend als "The Dorset Cross", "St Wite's Cross" of gewoon "The Dorset Flag". David White sprak zelf een voorkeur uit voor "The Dorset Cross" voor doeleinden van vrije interpretatie, maar hield zich ook aan de gehechtheid van St. Wite aan de vlag als een symbool van "alles dat onveranderlijk is ... [en] nuchter" in de mensen en identiteit van Dorset.
De officiële website van de vlag wordt onderhouden door David White. Chris Brown richtte vervolgens de inmiddels ter ziele gegane Dorset Flags For Good Causes-groep op die vlaggen verkocht om geld in te zamelen voor goede doelen in Dorset. Dit werd uiteindelijk doorgegeven aan de liefdadigheidsinstelling Dorset Community Foundation.

## Wapenkundige banier

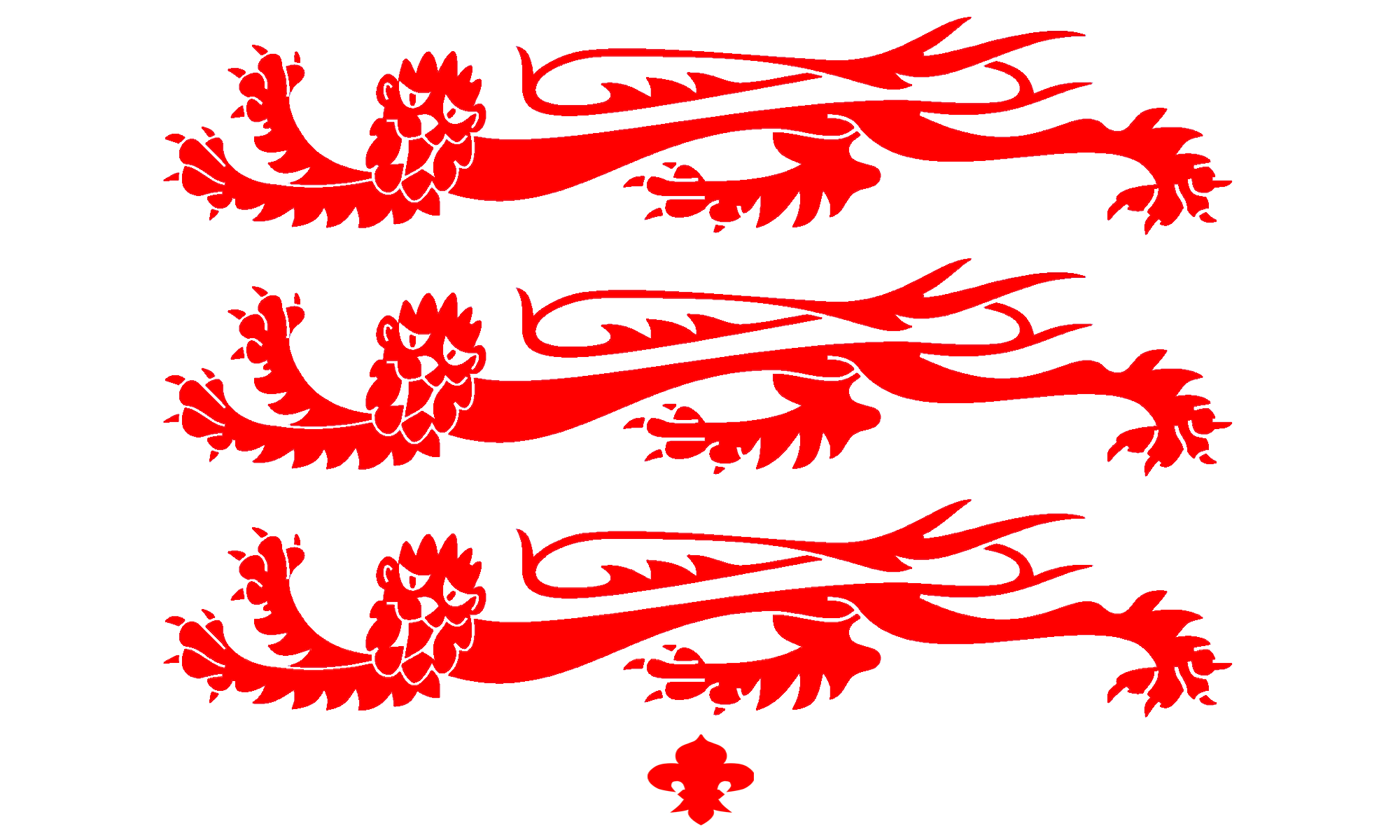
Vlag van de Dorset County Council

De wapenvlag van het wapen van de Dorset County Council omvat drie rode leeuwen passant guardant met een rode lelies op een witte achtergrond. Strikt genomen vertegenwoordigen de wapens alleen de Dorset County Council, in plaats van Dorset als geheel, en officieel moet toestemming worden gevraagd om ze te gebruiken.

## Vlagvoorstellen
De oorspronkelijke vier definitieve ontwerpen werden geselecteerd door een onafhankelijke jury en op de shortlist geplaatst voor openbare stemming. Het stemmen begon in augustus en eindigde op 12 september 2008, hoewel dit niet werd gehouden in de vorm van een officieel opgericht County-referendum. Er werden 4090 stemmen ontvangen, maar 222 werden om verschillende redenen weggegooid. De andere drie kanshebbers worden hieronder weergegeven, samen met de uitleg van hun ontwerpers:

### Vlagontwerp A
Blauw is voor de lucht en de zee; geel voor zon en zand; en groen voor de velden en het platteland. 108 stemmen.

### Vlagontwerp C
De groene achtergrond is synoniem met het graafschap Dorset en behoudt onze identiteit als een groen en aangenaam land. Het gele kruis geeft de prachtige stranden weer waarmee we gelukkig gezegend zijn. Het eikenblad staat voor het landelijke karakter van dit prachtige graafschap, iets waar de meeste mensen die hier wonen erg trots op zijn. De zwarte rand rond het gele kruis staat voor de zwarte dood die naar onze kusten kwam en de bevolking bijna wegvaagde, maar door onze veerkracht als volk hebben we die dreiging overwonnen en ons gemaakt tot de trotse mensen die we nu zijn. 856 stemmen.

### Vlagontwerp D
De kleuren op de vlag moeten al het goede laten zien dat we in Dorset hebben. Blauw voor de zee en stranden; groen voor het platteland; en goud voor het zand en omdat Dorset een zonnige plek is om te wonen. 818 stemmen.